# یاسو سوزوکی
یاسو سوزوکی (به انگلیسی: Yasuo Suzuki) بازیکن فوتبال اهل ژاپن و عضو تیم ملی فوتبال ژاپن است که در تاریخ ۱۵ مه ۱۹۳۴ میلادی اولین بازی ملی‌اش را انجام داد. او در ۲ بازی ملی حضور داشت و آخرین بازی ملی خود را در تاریخ ۷ اوت ۱۹۳۶ میلادی انجام داد. یاسو سوزوکی در بازی‌های ملی‌اش
گلی به ثمر نرساند.